# Cheiracanthium annulipes
Cheiracanthium annulipes är en spindelart som beskrevs av O. Pickard-Cambridge 1872. Cheiracanthium annulipes ingår i släktet Cheiracanthium och familjen sporrspindlar. Inga underarter finns listade i Catalogue of Life.